# Игњат Мартиновић
Игњат Мартиновић (20. јул 1755 — 20. мај 1795) био је мађарски научник, хемичар, филозоф, писац, тајни агент и вођа мађарског јакобинског покрета. Осуђен је на смрт због велеиздаје и обезглављен 20. маја 1795, заједно са грофом Јакабом Сиграјем, Ференцом Сентмарјајем, Јожефом Хајночијем и другима. Као оснивач мађарских јакобинских клубова, неки су га сматрали идеалистичким претечом великих идеја, а други бескрупулозним авантуристом.

## Биографија
Његов отац, Матјаш Мартиновић, био је један од племића који је услед Великог турског рата напустио османску Србију 1690. године под вођством Арсенија III Чарнојевића у време Велике сеобе Срба и преселио се у Делвидек у Мађарској.
Био је српског порекла. Његови деда и баба су прешли из православља у католичанство само неколико година пре рођења његовог оца Матијаша. Игњат Мартиновић је за живота изјавио да му је отац био или Србин кафанџија или албански племић у војној служби.
Он је служио у аустријској војсци. Новембра 1791. прешао је у Пешту. Тамо се оженио Немицој Маријом Попини из Будима. Имали су пет синова и две ћерке.
Мартиновић је рођен у Пешти и школован код фрањеваца. Завршио је прве разреде у пијаристској школи и одлучио да ступи у фрањевачки ред. Мартиновић је похађао теолошке студије на Универзитету у Будиму од 1775—1779. Строгост и конзервативни погледи на монашки живот довели су га у неколико наврата у сукобе са сабраћом монасима и његовим предстојањем; његово незадовољство повећало је и то што је 1780. са неким од студената-свештеника премештен у Брод.
Био је одличан говорник и писац на многим језицима.

## Одабрана дела
- Theoria generalis aequati onum omnium graduum, novis illustrata formulis, ac juxta principia sublimioris calculi finitorum deducta, 1780
- Tentamen publicum ex mathesi pura, 1780
- Systema universae philosophiae, 1781
- Dissertatio physica de iride et halone, 1781
- Dissertatio de harmonia naturali inter bonitatem divinam et mala creata, ad celeberrimam Hollandiae academiam Leidensem transmissa et nunc primum elucubrata, 1783
- Dissertatio de micrometro, ope cuius unus geometricus dividitur in 2.985,984 puncta quinti ordinis, 1784
- Dissertatio physica de altitudine atmospherae ex observationibus astronomicis determinata et anno 1785
- Praelectiones physicae experimentalis, 1787
- Memoires philosophiques ou la nature devoilée, 1788
- Physiologische Bemerkungen über den Menschen, 1789
- Discussio oratoria in eos, qui in librorum censuram invehuntur
- Oratio ad proceres et nobiles regni Hungariae 1790. idibus Aprilis conscripta, et Vindobonae supressa, nunc primum in lucem prodit, 1791
- Oratio pro Leopoldo II. rom. imp. aug. Hungariae, Bohemiae etc. rege ab hungaris proceribus et nobilibus accusato anno 1792
- Status regni Hungariae anno, 1792
- Franczia Catechesis, 1795